# Philedonides seeboldiana
Philedonides seeboldiana é uma espécie de insetos lepidópteros, mais especificamente de traças, pertencente à família Tortricidae.
A descoberta científica da espécie é atribuía ao biólogo alemão Rössler, tendo sido descrita no ano de 1877.
Essa espécie está presente nos territórios de Portugal e Espanha.